# Kostas Karyotakis
Kostas Karyotakis (en griego: Κώστας Καρυωτάκης) (Trípoli, Grecia, 30 de octubre de 1896 - Préveza, Grecia, 20 de julio de 1928) fue uno de los poetas griegos más representativos de los años 1920. Su poesía contiene muchas imágenes naturales y un poco de expresionismo y surrealismo. Se suicidó en 1928. Su obra tuvo mucha influencia sobre la poesía griega desde su muerte.